# Un fiume di dollari
Un fiume di dollari è un film del 1966, diretto da Carlo Lizzani.

## Trama
Alla fine della guerra di secessione, Jerry Brewster e Ken Seagull, dopo un fortunato furto, sono inseguiti da una pattuglia di soldati tentando di raggiungere il Messico. Sorteggiano chi dei due dovrà rallentare i militari e Jerry si lascia catturare per permettere a Ken di mettersi in salvo con la refurtiva. Dopo cinque anni di carcere, quando ritorna al paese natale per riprendere contatto con l'amico, Jerry scopre con sorpresa che Ken è divenuto un violento malvivente con il falso nome di Milton, ricco e potente e con molti uomini al suo servizio. Scopre inoltre che l'amico ha lasciato che la moglie di Jerry morisse in povertà e che suo figlio è costretto a fare il mozzo di stalla. Aiutato da un misterioso straniero, Jerry entra nella schiera degli uomini di Milton e ha finalmente la possibilità di compiere la sua vendetta.